# Turisztikai Világszervezet
A WTO lehetséges további jelentéseiről lásd WTO (egyértelműsítő lap)
A Turisztikai Világszervezet (angolul: World Tourism Organization (rövidítve: UNWTO; francia: OMT Organisation Mondiale du Tourisme))1975-ben jött létre mint az ENSZ turizmusra szakosodott szervezete.

## Elődjei
A két világháború közötti időszakban már a kormányok is kezdtek a turizmusra figyelni. Egymás után születtek meg a turisztikai kormányszervek, alapvetően a nemzeti propagandatevékenység ellátására és a statisztikai számbavétel gondozására. A Hivatalos Turista Propaganda Szervezetek Nemzetközi Szövetsége 1924-ben alakult meg, mely a következő évben Hágában megtartotta első kongresszusát 14 európai ország részvételével. Céljai között szerepelt a turisztikai propagandával kapcsolatos információcsere megszervezése, a propaganda anyagok exportjára/importjára , a vámkedvezmények (vámmentesség) elérésére, valamint a nemzetközi turistaáramlást akadályozó formalitások enyhítése. Ez a szervezet International Union of Offical Travel Organizacions (IUOTO) néven alakult ujjá a II. világháború után. Annak átalakulásával jött létre 1975-ben a Turizmus Világszervezete. Később a szervezet alapító okirata ratifikálásának napját, szeptember 27-t az ENSZ Közgyűlése a turizmus világnapjának nyílvánította.

## Tevékenysége
A WTO illetve elődje, az IUOTO adja ki a turizmus világstatisztikáit. Ezenkívül rendszeresen jelentet meg tanulmányokat azokról a témákról, amelyet a tagországok két évenkénti közgyűlései a legfontosabbnak ítélnek meg. Hosszú ideig kétéves periodikaként jelent meg a Tourim Compendium, az International Travel Statistics, és a Travel Abroad-Frontier Formalities (Határformalitások) című gyűjtemény és negyedévenként jelent meg a szervezet lapja, a World Travel-Tourisme Mondial, illetve esetenként a Travel Research Journal.
Rendkívül fontos a WTO világkonferenciái és szakmai rendezvényei, mivel azokon a tagállamok küldöttei, a legnevesebb szakemberek bevonásával, vitatják meg a turizmus fő problémáit és a nemzeti illetve nemzetközi teendőket. E rendezvények munkaokmányai és záróokmányai alapvető irányvonalat, útmutatót, referenciát és programot jelentenek nemcsak a tagországok turisztikai hatóságai és vállalatai, de a kutatók számára is.